# Tetrapode
|  | Denne artikel omhandler menneskeskabte tetrapoder til kystsikring. For de biologiske tetrapoder, se Tetrapoder. |
Tetrapoder bruges i forbindelse med anlæg af havnemoler for at holde havet i ave. Kendetegnet for en tetrapode er, at den har fire "ben", der kan bruges til at flette ind i hinanden og derved skabe en samlet styrke, der gør det svært for havet at flytte dem i forhold til, hvis de stod enkeltvis. En typisk tetrapode vejer mellem 15 og 25 tons stykket.
Brugen af tetrapoder er især kendt ved den franske Atlanterhavskyst, men er også at finde i den norske by, Berlevåg, hvor de samme arkitekter, som arbejdede i Frankrig, har hjulpet befolkningen i Berlevåg. Ved brugen af tetrapoder er indbyggerne i Berlevåg i dag indehavere af Norges to største moler.